# Dobrosław Czajka
Dobrosław Bruno Czajka (ur. 6 października 1909 we Lwowie, zm. 16 czerwca 1992 we Wrocławiu) – polski architekt, artysta malarz.

## Życiorys
Studiował na Wydziale Architektury Politechniki Lwowskiej, po obronie dyplomu w 1932 pracował w biurach architektonicznych we Lwowie, Olesku i w Klewaniu. W tym czasie zaprojektował m.in. wnętrza dla lwowskich Miejskich Zakładów Energetycznych, od 1937 do wybuchu II wojny światowej był pracownikiem Wydziału Technicznego Zarządu Miasta. Początkowo był malarzem amatorem, po raz pierwszy wystawił swoje prace w 1938 w Salonie SARP we Lwowie. Od 1939 do 1944 tworzył wnętrza Teatru Skarbków, uczył się sztuki malowania pejzaży, a od 1944 wykładał w Katedrze Rysunku Odręcznego na Wydziale Architektury Politechniki Lwowskiej.
W 1945 w ramach wysiedlenia Polaków ze Lwowa osiadł we Wrocławiu, gdzie został zastępcą profesora, w latach 1945–1991 kierował Pracownią Rysunku Odręcznego na Wydziale Architektury Politechniki Wrocławskiej. Należał do współorganizatorów wrocławskiego oddziału Związku Polskich Artystów Plastyków, od 1946 do 1965 uczestniczył w wystawach ZPAP i BWA. Tematem jego prac malarskich były obiekty architektoniczne i pejzaże miejskie.
Spoczywa na Cmentarzu Świętej Rodziny.

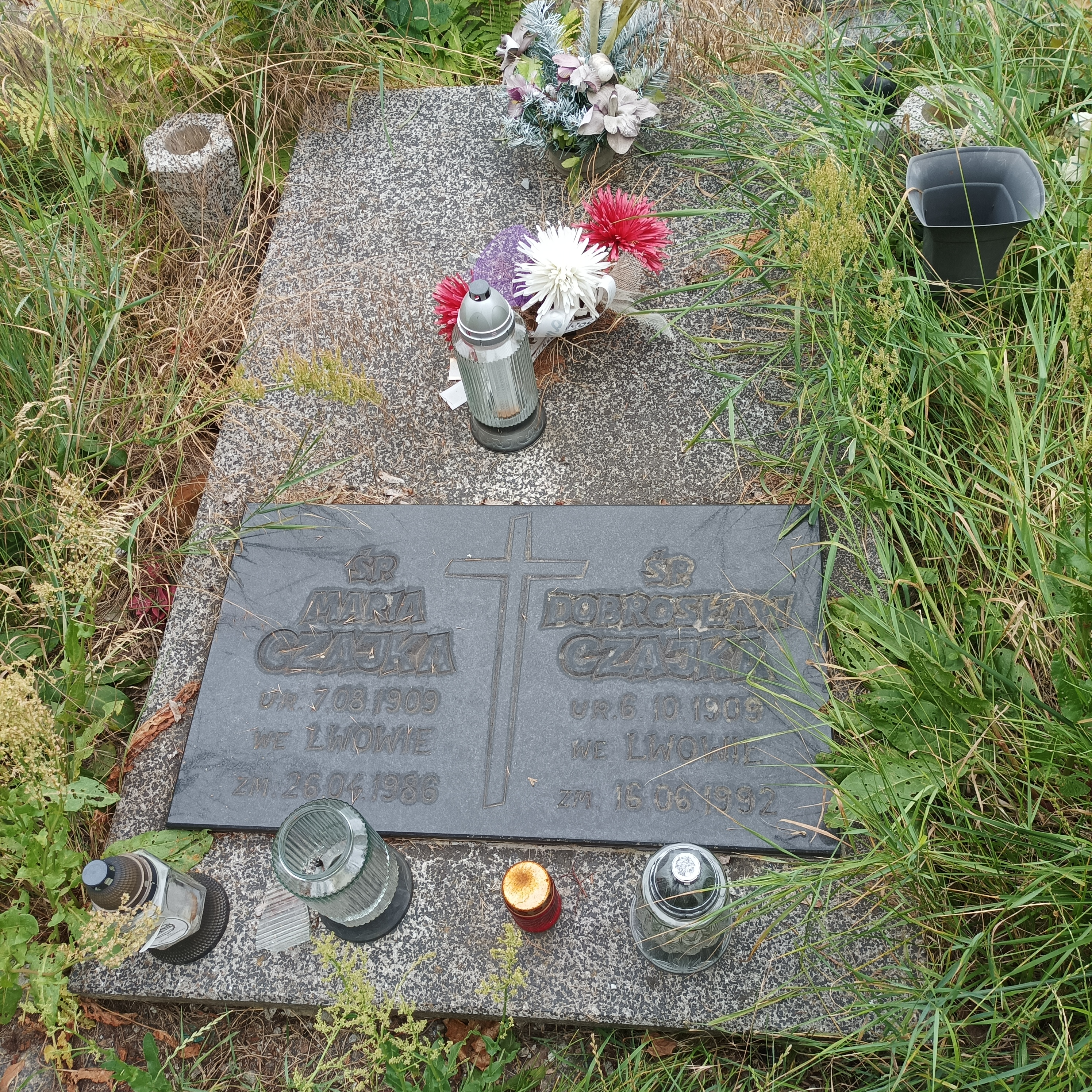
Grób Dobrosława Czajki na Cmentarzu św. Rodziny we Wrocławiu

## Wybrane projekty
- przebudowa filarów Mostu Grunwaldzkiego we Wrocławiu (1946);
- pawilon Izby Rzemieślniczo-Handlowej na Wystawie Ziem Odzyskanych (1948) – współautor Jan Łobocki;
- wnętrza gmachu NOT-u przy ul. Piłsudskiego we Wrocławiu;
- wnętrza NBP przy pl. Wolności we Wrocławiu;
- wnętrza klubu i Auli Politechniki Wrocławskiej;
- przebudowa zabytkowego mostu w Bardzie Śląskim.

## Odznaczenia
- Medal 10-lecia Polski Ludowej;
- Budowniczy Wrocławia;
- Złota Odznaka Politechniki Wrocławskiej;
- Zasłużony Działacz Kultury;
- Złoty Krzyż Zasługi;
- Krzyż Kawalerski Orderu Odrodzenia Polski;
- Zasłużony Nauczyciel;
- Medal Komisji Edukacji Narodowej.